# Akdeniz Üniversitesi Stadyumu
Akdeniz Üniversitesi Stadyumu – wielofunkcyjny stadion w Antalyi, w Turcji. Został otwarty w 2012 roku. Może pomieścić 7100 widzów. Obiekt należy do Uniwersytetu Akdeniz. W latach 2012–2015 (do czasu otwarcia nowego stadionu) na obiekcie swoje spotkania rozgrywali piłkarze klubu Antalyaspor. Stadion był również jedną z aren piłkarskich Mistrzostw Świata U-20 w 2013 roku.